# Laurent Naveau
Laurent Naveau (Bruxelles, 29 dicembre 1966) è un pilota motociclistico belga ritiratosi dall'attività agonistica.

## Carriera
Le sue prime presenze nelle competizioni internazionali di motociclismo risalgono all'edizione 1988 del campionato Europeo Velocità; nella stessa competizione ha gareggiato anche nel 1989 e nel 1992; proprio in quest'ultima edizione ottiene il suo miglior risultato con il terzo posto in classifica nella classe 250.

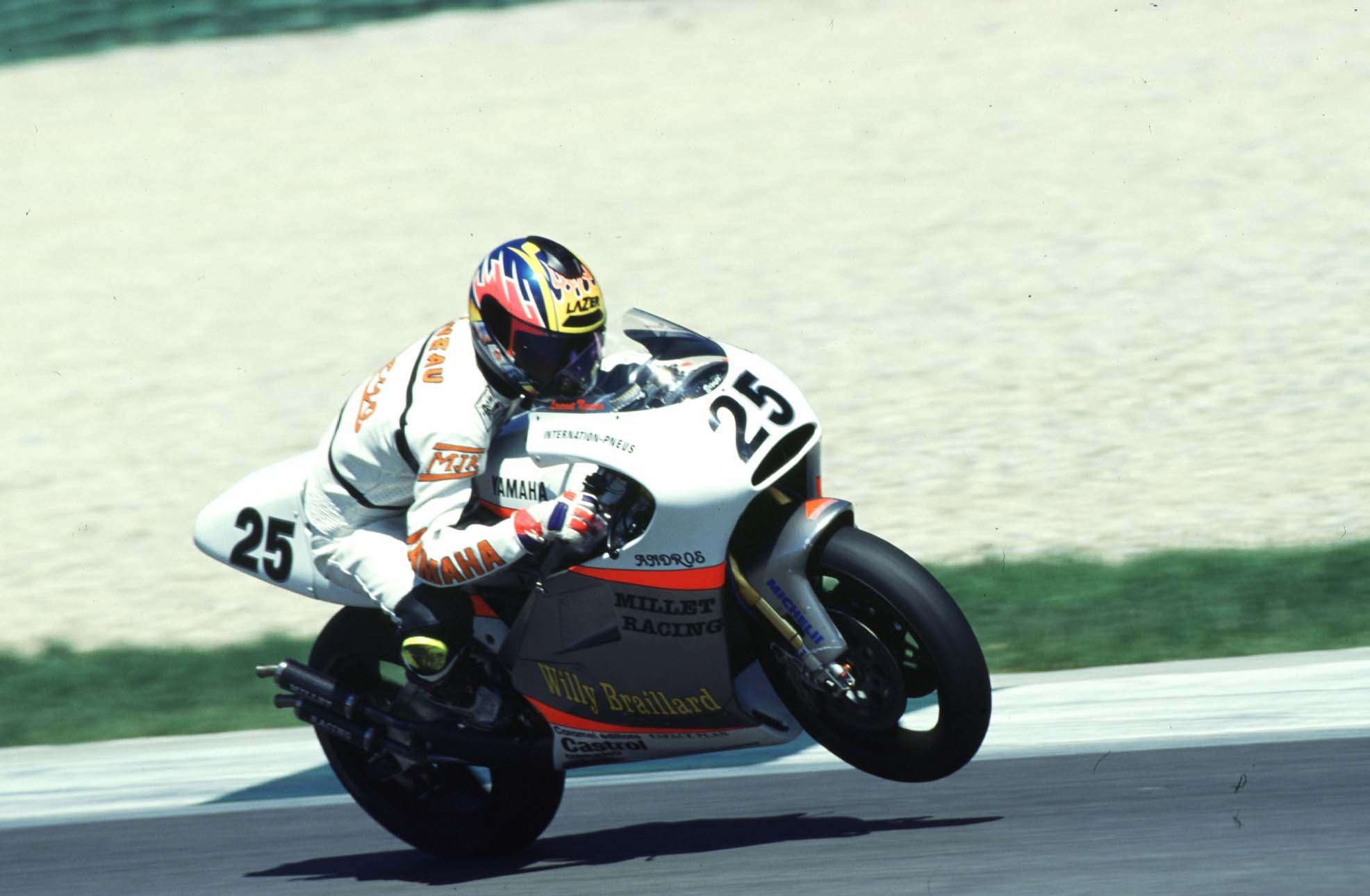
Naveau in pista in occasione del Gran Premio d'Italia nel 1997.

Per quanto riguarda le competizioni del motomondiale, non riesce a qualificarsi al GP del Belgio del 1988, riuscendoci poi la stagione seguente registrando la sua prima presenza nella classe 250 in sella ad una Yamaha, sempre in occasione del Gran Premio motociclistico del Belgio a cui viene ammesso a partecipare grazie ad una wild card. Questa prima esperienza si conclude con un 24º posto al traguardo e senza ottenere punti validi per la classifica mondiale.
Bisogna aspettare poi il motomondiale 1993 per ritrovarlo nuovamente nell'albo d'oro della competizione, questa volta in classe 500 e su una ROC Yamaha; la stagione si conclude con 21 punti in totale.
Sempre con la stessa motocicletta e nella stessa classe ha partecipato a numerosi gran premi anche nelle successive stagioni, fino al 1997 raccogliendo, quale miglior risultato in un singolo gran premio il 10º posto nel Gran Premio motociclistico d'Olanda del 1995 e, quale miglior risultato finale il 18º posto.
Oltre che al motomondiale ha partecipato anche al campionato mondiale Endurance, facendo ottenere, insieme ai compagni di squadra Albert Aerts e Heinz Platacis, il titolo mondiale del 2001 al team WIM Motors Racing 9, in sella ad una Honda CBR 1000RR.

## Risultati nel motomondiale
| 1988 | Classe | Moto   |  |  |  |  |  |  |  |  |    |  |  |  |  |  |  | Punti | Pos. |
| ---- | ------ | ------ |  |  |  |  |  |  |  |  | -- |  |  |  |  |  |  | ----- | ---- |
| 1988 | 250    | Yamaha |  |  |  |  |  |  |  |  | NQ |  |  |  |  |  |  | 0     |      |

| 1989 | Classe | Moto   |  |  |  |  |  |  |  |  |  |    |  |  |  |  |  | Punti | Pos. |
| ---- | ------ | ------ |  |  |  |  |  |  |  |  |  | -- |  |  |  |  |  | ----- | ---- |
| 1989 | 250    | Yamaha |  |  |  |  |  |  |  |  |  | 24 |  |  |  |  |  | 0     |      |

| 1993 | Classe | Moto       |    |    |    |     |    |    |    |     |     |    |     |    |    |  |  | Punti | Pos. |
| ---- | ------ | ---------- | -- | -- | -- | --- | -- | -- | -- | --- | --- | -- | --- | -- | -- |  |  | ----- | ---- |
| 1993 | 500    | ROC Yamaha | 11 | 11 | 16 | Rit | 12 | 12 | 15 | Rit | Rit | 15 | Rit | 21 | 15 |  |  | 21    | 18º  |

| 1994 | Classe | Moto       |    |     |    |     |    |    |    |    |     |    |     |    |    |    |  | Punti | Pos. |
| ---- | ------ | ---------- | -- | --- | -- | --- | -- | -- | -- | -- | --- | -- | --- | -- | -- | -- |  | ----- | ---- |
| 1994 | 500    | ROC Yamaha | 16 | Rit | 14 | Rit | 15 | 14 | 12 | 16 | Rit | 13 | Rit | 13 | 14 | 14 |  | 19    | 18º  |

| 1995 | Classe | Moto       |    |     |    |    |    |    |  |    |  |    |    |    |    |  |  | Punti | Pos. |
| ---- | ------ | ---------- | -- | --- | -- | -- | -- | -- |  | -- |  | -- | -- | -- | -- |  |  | ----- | ---- |
| 1995 | 500    | ROC Yamaha | 16 | Rit | 17 | 13 | 13 | 19 |  | 10 |  | 14 | 13 | 16 | 12 |  |  | 21    | 18º  |

| 1996 | Classe | Moto       |    |    |     |  |  |  |  |    |  |  |  |  |  |    |     | Punti | Pos. |
| ---- | ------ | ---------- | -- | -- | --- |  |  |  |  | -- |  |  |  |  |  | -- | --- | ----- | ---- |
| 1996 | 500    | ROC Yamaha | 13 | 16 | Rit |  |  |  |  | NP |  |  |  |  |  | 18 | Rit | 3     | 26º  |

| 1997 | Classe | Moto       |    |     |    |    |    |     |    |     |    |    |    |    |    |    |    | Punti | Pos. |
| ---- | ------ | ---------- | -- | --- | -- | -- | -- | --- | -- | --- | -- | -- | -- | -- | -- | -- | -- | ----- | ---- |
| 1997 | 500    | ROC Yamaha | 17 | Rit | 19 | 16 | 15 | Rit | 16 | Rit | 16 | 16 | 18 | 14 | 19 | 18 | 19 | 3     | 27º  |

| Legenda | 1º posto        | 2º posto            | 3º posto            | A punti      | Senza punti        | Grassetto – Pole position Corsivo – Giro più veloce |
| Legenda | Gara non valida | Non qual./Non part. | Ritirato/Non class. | Squalificato | '-' Dato non disp. | Grassetto – Pole position Corsivo – Giro più veloce |